# Tadzjikistan i olympiska sommarspelen 2004
Tadzjikistan i olympiska sommarspelen 2004 bestod av 9 idrottare som blivit uttagna av Tadzjikistans olympiska kommitté. De deltog i nio tävlingar i fem sporter.

## Boxning
Lätt flugvikt
- Sherali Dostiev
  - Sextondelsfinal: Förlorade mot Harry Tanamor från Filippinerna (12 - 17)

## Brottning
Fristil, herrar 74 kg
- Yusup Abdusalomov
  - Pool 2
    - Besegrade Einur Aslanov från Azerbajdzjan (7 - 3)
    - Förlorade mot Daniel Igali från Kanada (2 - 5)

  - 2:a i poolen, gick inte vidare (9 TP, 4 CP, 9:a totalt)

Fristil, herrar 84 kg
- Shamil Aliev
  - Pool 7
    - Besegrade Nicola Ghita från Rumänien (4 - 3; 7:49)
    - Besegrade Matar Sene från Senegal (6 - 3)
    - Förlorade mot Sazhid Sazhidov från Ryssland (0 - 5)

  - 2:a i poolen, gick inte vidare (10 TP, 6 CP, 8:a totalt)

Fristil, damer 48 kg
- Lidiya Karamchakova
  - Pool 3
    - Förlorade mot Irini Merleni från Ukraina (Superiority; 1:41)
    - Besegrade Fani Pastha från Grekland (5 - 3; 6:23)
    - Besegrade Fadhila Louati från Tunisien (Fall; 1:50)

  - 2:a i poolen, gick inte vidare (7 TP, 8 CP, 7:a totalt)

Fristil, damer 63 kg
- Natalya Ivanova
  - Pool 3
    - Förlorade mot Volha Khilko från Vitryssland (1 - 4)
    - Förlorade mot Lise Legrand från Frankrike (0 - 3; 6:59)

  - 2:a i poolen, gick inte vidare (1 TP, 1 CP, 11:a totalt)

## Bågskytte
Damernas individuella
- Nargis Nabieva
  - Rankningomgång: 600 poäng (55:a totalt)
  - Sextondelsfinal: Förlorade mot (10) Wu Hui Ju från Kina-Taipei (142 - 156)

## Friidrott
Herrarnas släggkastning
- Dilshod Nazarov
  - Kval: Ingen notering

Nazarov klarade inget av sina försök.
Damernas maraton
- Gulsara Dadabaeva - 2:50:45 (53:a totalt)